# Esapekka Lappi
Esapekka Lappi (Pieksämäki, 17 gennaio 1991) è un pilota di rally finlandese.
Ex pilota ufficiale Škoda Motorsport, Toyota, Citroën e Ford, ha colto il suo primo podio, nonché la sua prima vittoria, al Rally di Finlandia 2017. Ha inoltre vinto il mondiale WRC-2 nel 2016 e il Campionato Europeo Rally nel 2014 oltre a esser stato campione finlandese nel 2012.

## Carriera
Esapekka Lappi iniziò a gareggiare nei kart vincendo il campionato finlandese nel 2007. La sua carriera nei circuiti dovette però interrompersi per problemi di budget e da allora cominciò a dedicarsi ai rally.

### Anni 2008–2010
Nel 2008, all'età di 17 anni, iniziò a competere nei rally sprint finlandesi (competizioni in cui si gareggiava senza il co-pilota) con un Opel Astra GSi 16V, vincendo tutte e 21 le gare dell'annata.
Disputò il suo primo rally nel 2009 e gareggiò per tutta la stagione in competizioni nazionali guidando una Honda Civic Type-R e alternandosi con diversi co-piloti. Nel 2010 iniziò il sodalizio con il navigatore Janne Ferm e continuò a competere in rally nazionali sempre con la Civic, terminando al terzo posto nel campionato finlandese in categoria R2.

### Stagioni 2011-2012: l'esordio nel WRC e l'ingaggio con Škoda

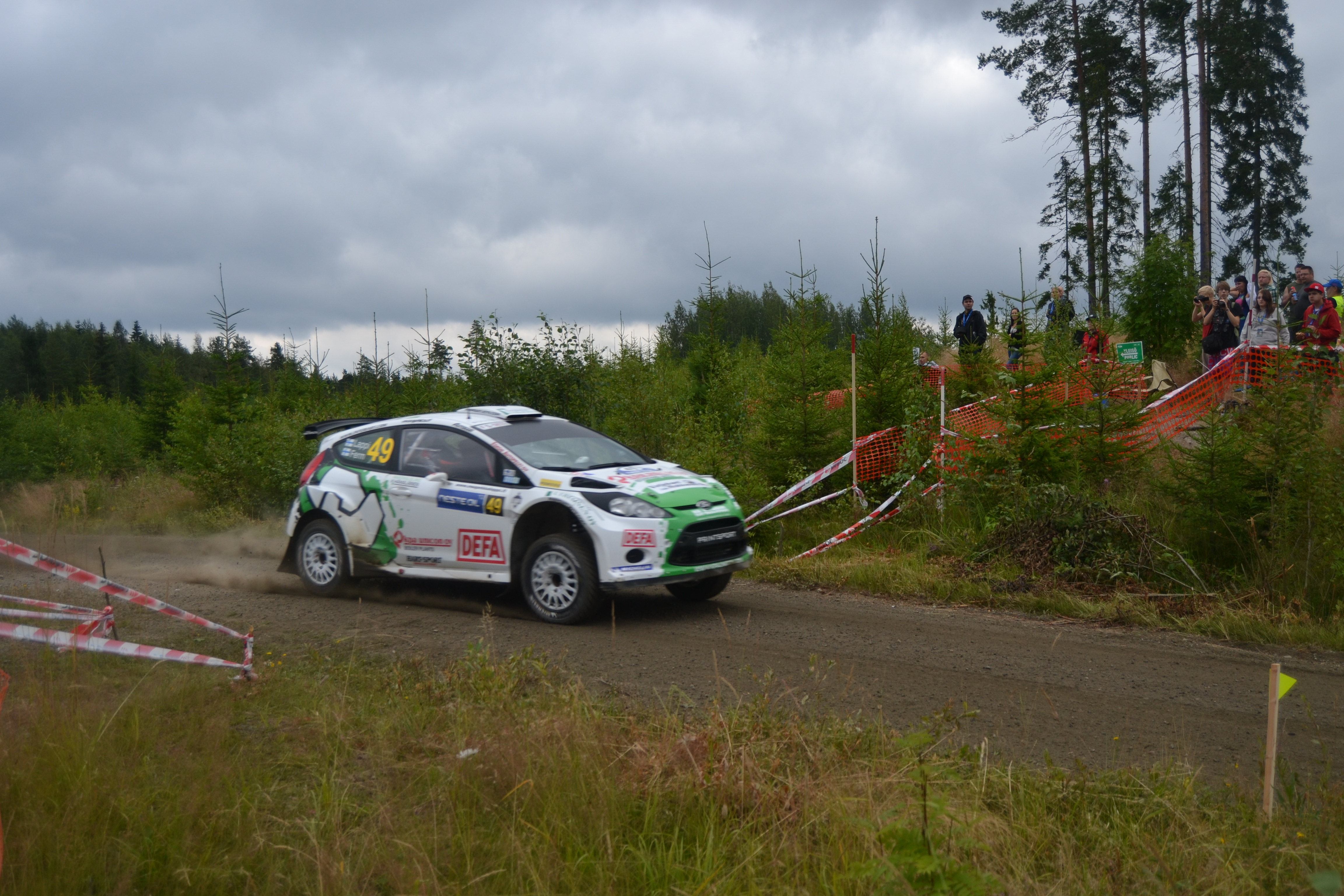
Lappi sulla Ford Fiesta S2000 al Rally di Finlandia 2012

Nel 2011 Lappi passò a guidare una Citroën C2 R2 Max di classe 1600 venendo ingaggiato dalla squadra finlandese Printsport. Con questa vettura fece inoltre il suo debutto nel mondiale WRC al Rally di Finlandia 2011, classificandosi al trentaduesimo posto totale e al dodicesimo nella sua classe. Vinse altresì il campionate finlandese in classe R2 ricevendo il premio quale miglior pilota debuttante dell'anno.
Nel 2012 disputò l'intero campionato finlandese nella classe Super 2000 con la scuderia Printsport, venendogli affidata una Ford Fiesta S2000, con la quale vinse tutte e sette le gare laureandosi campione nazionale. Disputò due gare del mondiale 2012, classificandosi 25º in Finlandia con la Fiesta e ritirandosi in Germania con la C2 per problemi meccanici. Venne successivamente ingaggiato dalla Škoda Motorsport e con la Fabia S2000 vinse a fine settembre la tappa polacca dell'ERC 2012, primo successo in una competizione internazionale per il giovane finlandese.

### Stagione 2013

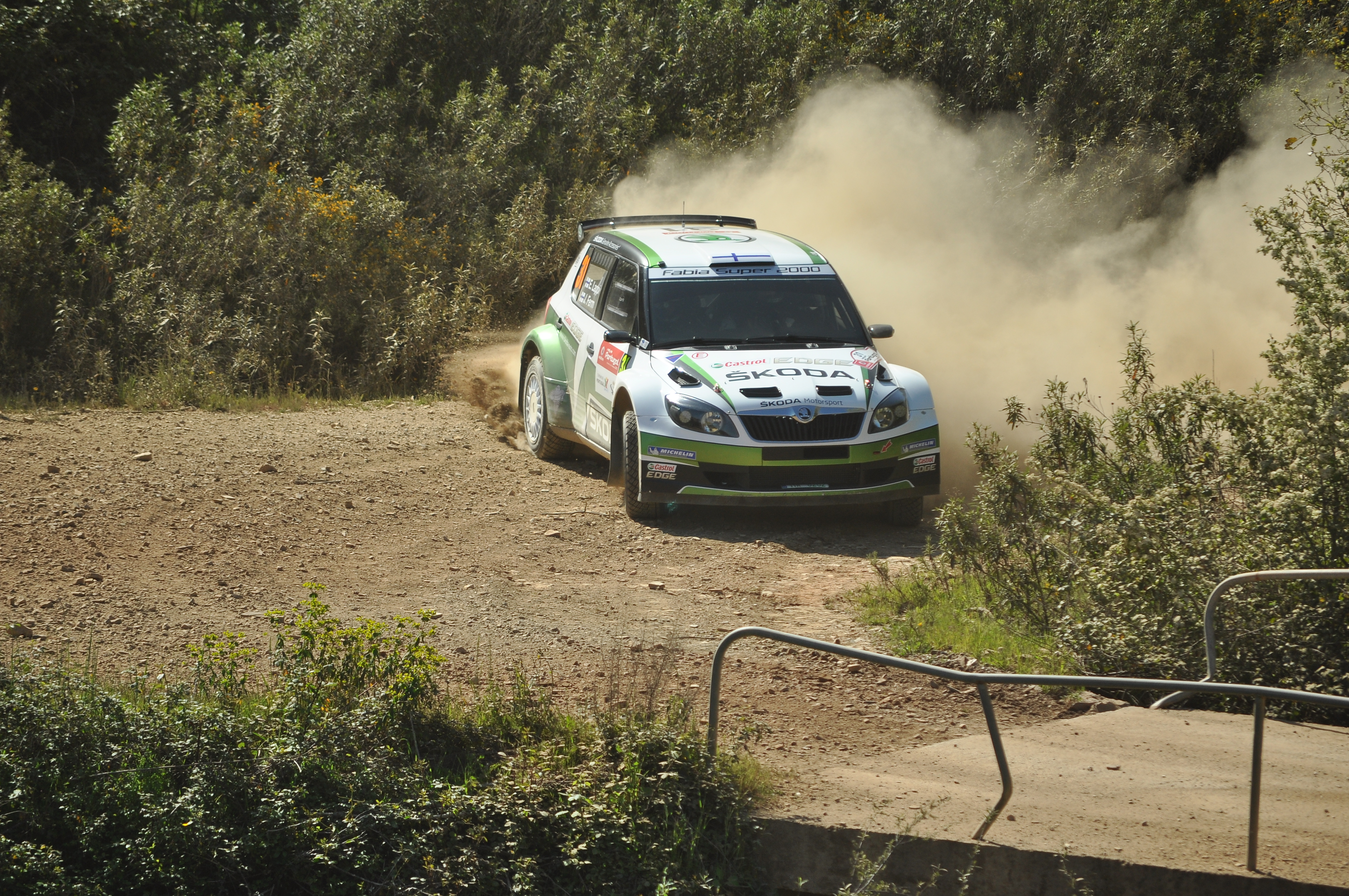
Lappi con la Škoda Fabia S2000, vincitore della classe WRC-2 al Rally del Portogallo 2013

Per il 2013 la scuderia ceca rinnovò la fiducia a Lappi, consentendogli di partecipare ad eventi selezionati dell'ERC 2013 e dell'Asia-Pacific Rally Championship, ma soprattutto consentì lui di fare esperienza nel mondiale WRC competendo nel campionato WRC-2, al fianco di piloti esperti quali Jan Kopecký e Freddy Loix.

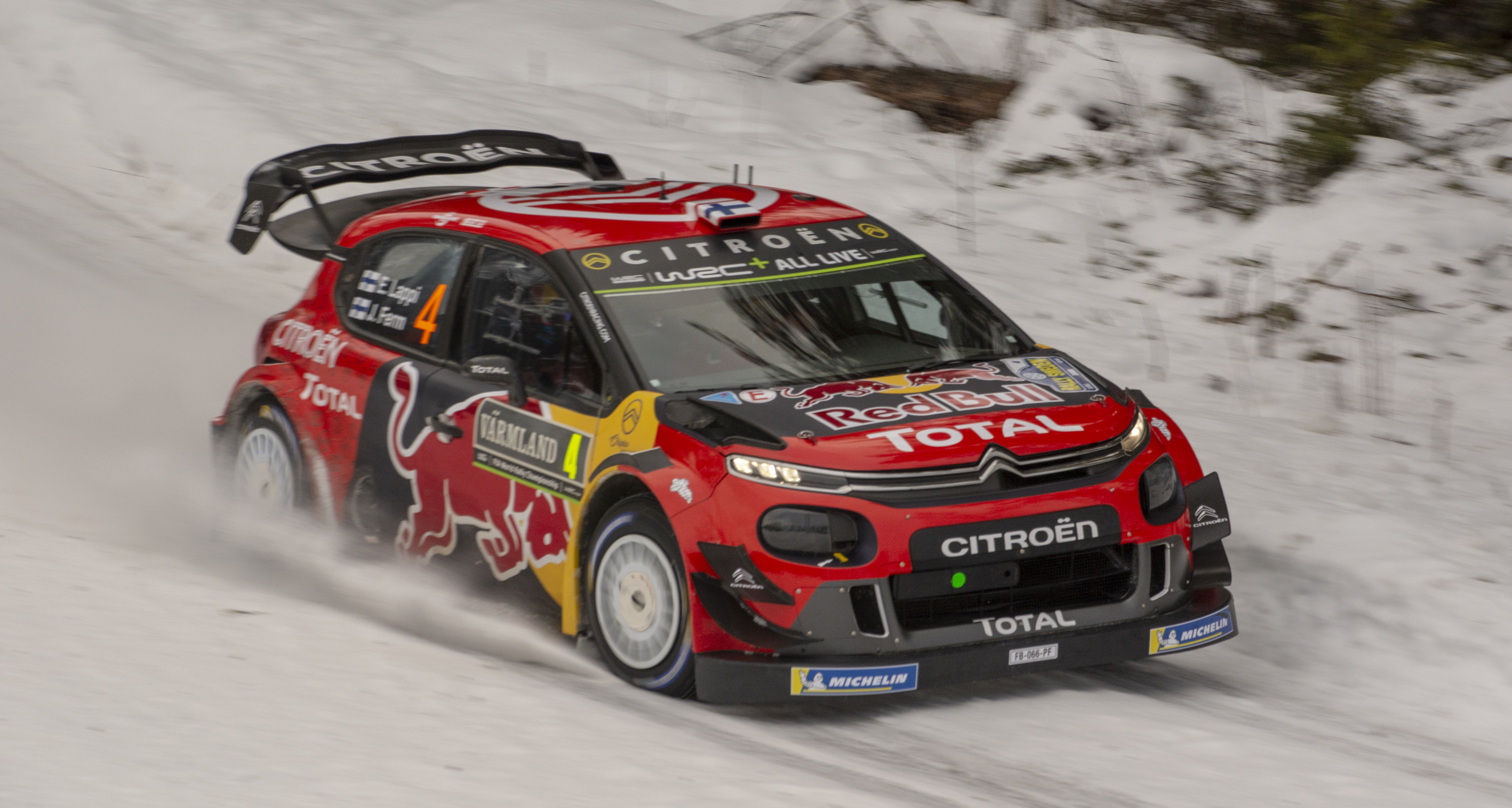
Lappi su C3 WRC nel 2019

Il debutto al Rally di Monte Carlo 2013 non fu dei più felici in quanto Lappi dovette ritirarsi per la rottura di una sospensione. Al Rally del Portogallo 2013 dimostrò invece le sue qualità giungendo decimo assoluto al traguardo e dominando la classe WRC-2. Il successivo appuntamento mondiale, il Rally di Finlandia 2013 lo vide invece classificarsi al trentunesimo posto e fuori dai dieci nella sua categoria.

## Palmarès
- Campionato finlandese (2012);
- Campionato Europeo Rally (2014);
- World Rally Championship-2 (2016).

## Vittorie nei rally

### Vittorie nel WRC-2
| Nº | Anno | Rally                  | Copilota   | Vettura           | Squadra          |
| -- | ---- | ---------------------- | ---------- | ----------------- | ---------------- |
| 1  | 2013 | Rally del Portogallo   | Janne Ferm | Škoda Fabia S2000 | Škoda Motorsport |
| 2  | 2015 | Rally di Polonia       | Janne Ferm | Škoda Fabia R5    | Škoda Motorsport |
| 3  | 2015 | Rally di Finlandia     | Janne Ferm | Škoda Fabia R5    | Škoda Motorsport |
| 4  | 2016 | Rally di Finlandia     | Janne Ferm | Škoda Fabia R5    | Škoda Motorsport |
| 5  | 2016 | Rally di Germania      | Janne Ferm | Škoda Fabia R5    | Škoda Motorsport |
| 6  | 2016 | Rally di Catalogna     | Janne Ferm | Škoda Fabia R5    | Škoda Motorsport |
| 7  | 2016 | Rally di Gran Bretagna | Janne Ferm | Škoda Fabia R5    | Škoda Motorsport |

### Vittorie nel WRC
| Nº | Anno | Rally              | Copilota   | Vettura              | Squadra                 |
| -- | ---- | ------------------ | ---------- | -------------------- | ----------------------- |
| 1  | 2017 | Rally di Finlandia | Janne Ferm | Toyota Yaris WRC     | Toyota Gazoo Racing WRT |
| 2  | 2024 | Rally di Svezia    | Janne Ferm | Hyundai i20 N Rally1 | Hyundai Shell Mobis WRT |

### Vittore in altri Rally
| Nº | Anno | Campionato               | Rally                             | Copilota      | Vettura                     |
| -- | ---- | ------------------------ | --------------------------------- | ------------- | --------------------------- |
| 1  | 2012 | Campionato finlandese    | Riihimäki-Ralli                   | Janne Ferm    | Ford Fiesta S2000           |
| 2  | 2012 | Campionato finlandese    | Rally Artico                      | Janne Ferm    | Ford Fiesta S2000           |
| 3  | 2012 | Campionato finlandese    | SM Vaakuna Ralli                  | Janne Ferm    | Ford Fiesta S2000           |
| 4  | 2012 | -                        | Ovisepät Ralli                    | Janne Ferm    | Ford Fiesta S2000           |
| 5  | 2012 | Campionato finlandese    | POP Pankki SM-ralli               | Janne Ferm    | Ford Fiesta S2000           |
| 6  | 2012 | Campionato finlandese    | SM O.K. Auto-ralli                | Janne Ferm    | Ford Fiesta S2000           |
| 7  | 2012 | Campionato finlandese    | Merikievari SM-Ralli              | Janne Ferm    | Ford Fiesta S2000           |
| 8  | 2012 | Campionato finlandese    | Talotekniikka 10 SM-Ralli         | Janne Ferm    | Ford Fiesta S2000           |
| 9  | 2012 | Campionato europeo rally | Rally di Polonia                  | Janne Ferm    | Škoda Fabia S2000           |
| 10 | 2012 | Campionato svedese       | Kolsvarundan                      | Janne Ferm    | Škoda Fabia S2000           |
| 11 | 2013 | Campionato norvegese     | Numedalsrally                     | Janne Ferm    | Škoda Fabia S2000           |
| 12 | 2013 | APRC                     | International Rally of Queensland | Janne Ferm    | Škoda Fabia S2000           |
| 13 | 2013 | Campionato ceco sprint   | EPLcond Rally Agropa              | Janne Ferm    | Škoda Fabia S2000           |
| 14 | 2013 | APRC                     | Rally di Cina                     | Janne Ferm    | Škoda Fabia S2000           |
| 15 | 2013 | Campionato europeo rally | Rallye International du Valais    | Janne Ferm    | Škoda Fabia S2000           |
| 16 | 2014 | Campionato europeo rally | Rally Liepāja                     | Janne Ferm    | Škoda Fabia S2000           |
| 17 | 2014 | Campionato europeo rally | Circuit of Ireland                | Janne Ferm    | Škoda Fabia S2000           |
| 18 | 2014 | Campionato europeo rally | Rallye International du Valais    | Janne Ferm    | Škoda Fabia S2000           |
| 19 | 2016 | -                        | AutoGlym Ralli                    | Janne Ferm    | Škoda Fabia R5              |
| 20 | 2024 | Campionato lituano       | ORLEN Lietuva Rally               | Janne Ferm    | Hyundai i20 N Rally1 Hybrid |
| 21 | 2025 | Campionato finlandese    | SM Savonlinna Ralli               | Enni Mälkönen | Škoda Fabia RS Rally2       |

## Risultati nel mondiale rally

### Risultati nel WRC
| 2011 | Scuderia | Vettura           |  |  |  |  |  |  |  |    |  |  |  |  |  |  |  |  | Punti | Pos. |
| ---- | -------- | ----------------- |  |  |  |  |  |  |  | -- |  |  |  |  |  |  |  |  | ----- | ---- |
| 2011 |          | Citroën C2 R2 Max |  |  |  |  |  |  |  | 32 |  |  |  |  |  |  |  |  | 0     |      |

| 2012 | Scuderia | Vettura                               |  |  |  |  |  |  |  |    |     |  |  |  |  |  |  |  | Punti | Pos. |
| ---- | -------- | ------------------------------------- |  |  |  |  |  |  |  | -- | --- |  |  |  |  |  |  |  | ----- | ---- |
| 2012 |          | Ford Fiesta S2000 e Citroën C2 R2 Max |  |  |  |  |  |  |  | 25 | Rit |  |  |  |  |  |  |  | 0     |      |

| 2013 | Scuderia         | Vettura           |     |  |  |    |  |  |  |    |  |  |  |  |  |  |  |  | Punti | Pos. |
| ---- | ---------------- | ----------------- | --- |  |  | -- |  |  |  | -- |  |  |  |  |  |  |  |  | ----- | ---- |
| 2013 | Škoda Motorsport | Škoda Fabia S2000 | Rit |  |  | 10 |  |  |  | 31 |  |  |  |  |  |  |  |  | 1     | 30º  |

| 2015 | Scuderia         | Vettura        |  |  |  |  |    |    |    |   |    |  |    |     |  |  |  |  | Punti | Pos. |
| ---- | ---------------- | -------------- |  |  |  |  | -- | -- | -- | - | -- |  | -- | --- |  |  |  |  | ----- | ---- |
| 2015 | Škoda Motorsport | Škoda Fabia R5 |  |  |  |  | 12 | 17 | 12 | 8 | 42 |  | 14 | Rit |  |  |  |  | 4     | 20º  |

| 2016 | Scuderia         | Vettura        |   |    |  |  |  |    |    |   |   |   |  |  |    |   |  |  | Punti | Pos. |
| ---- | ---------------- | -------------- | - | -- |  |  |  | -- | -- | - | - | - |  |  | -- | - |  |  | ----- | ---- |
| 2016 | Škoda Motorsport | Škoda Fabia R5 | 9 | 12 |  |  |  | 21 | 14 | 8 | 7 | C |  |  | 11 | 8 |  |  | 16    | 12º  |

| 2017 | Scuderia                | Vettura          |  |  |  |  |  |     |    |     |   |     |     |   |    |  |  |  | Punti | Pos. |
| ---- | ----------------------- | ---------------- |  |  |  |  |  | --- | -- | --- | - | --- | --- | - | -- |  |  |  | ----- | ---- |
| 2017 | Toyota Gazoo Racing WRC | Toyota Yaris WRC |  |  |  |  |  | 104 | 41 | Rit | 1 | 212 | Rit | 9 | 63 |  |  |  | 62    | 11º  |

| 2018 | Scuderia                | Vettura          |   |    |    |    |   |    |   |     |   |     |    |   |    |  |  |  | Punti | Pos. |
| ---- | ----------------------- | ---------------- | - | -- | -- | -- | - | -- | - | --- | - | --- | -- | - | -- |  |  |  | ----- | ---- |
| 2018 | Toyota Gazoo Racing WRC | Toyota Yaris WRC | 7 | 41 | 11 | 61 | 8 | 51 | 3 | Rit | 3 | Rit | 35 | 7 | 42 |  |  |  | 126   | 5º   |

| 2019 | Scuderia          | Vettura        |     |   |     |   |     |   |     |   |   |   |   |     |     |  |  |  | Punti | Pos. |
| ---- | ----------------- | -------------- | --- | - | --- | - | --- | - | --- | - | - | - | - | --- | --- |  |  |  | ----- | ---- |
| 2019 | Citroën Total WRT | Citroën C3 WRC | Rit | 2 | 135 | 7 | Rit | 6 | Rit | 7 | 2 | 8 | 2 | 273 | Rit |  |  |  | 83    | 10º  |

| 2020 | Scuderia         | Vettura         |    |   |     |   |   |     |   |  |  |  |  |  |  |  |  |  | Punti | Pos. |
| ---- | ---------------- | --------------- | -- | - | --- | - | - | --- | - |  |  |  |  |  |  |  |  |  | ----- | ---- |
| 2020 | M-Sport Ford WRT | Ford Fiesta WRC | 45 | 5 | Rit | 7 | 6 | Rit | 4 |  |  |  |  |  |  |  |  |  | 52    | 6º   |

| 2021 | Scuderia      | Vettura                |  |    |  |   |  |  |  |  |  |    |  |  |  |  |  |  | Punti | Pos. |
| ---- | ------------- | ---------------------- |  | -- |  | - |  |  |  |  |  | -- |  |  |  |  |  |  | ----- | ---- |
| 2021 | Movisport SRL | Volkswagen Polo GTI R5 |  | 10 |  | 7 |  |  |  |  |  | 43 |  |  |  |  |  |  | 22    | 12º  |

| 2022 | Scuderia                | Vettura                |  |   |    |  |    |  |    |   |   |     |  |  |  |  |  |  | Punti | Pos. |
| ---- | ----------------------- | ---------------------- |  | - | -- |  | -- |  | -- | - | - | --- |  |  |  |  |  |  | ----- | ---- |
| 2022 | Toyota Gazoo Racing WRT | Toyota GR Yaris Rally1 |  | 3 | 49 |  | 44 |  | 64 | 3 | 3 | 225 |  |  |  |  |  |  | 58    | 9º   |

| 2023 | Scuderia                | Vettura              |   |    |     |    |   |   |     |   |     |   |     |     |    |  |  |  | Punti | Pos. |
| ---- | ----------------------- | -------------------- | - | -- | --- | -- | - | - | --- | - | --- | - | --- | --- | -- |  |  |  | ----- | ---- |
| 2023 | Hyundai Shell Mobis WRT | Hyundai i20 N Rally1 | 8 | 71 | Rit | 35 | 3 | 2 | 135 | 3 | Rit | 5 | Rit | Rit | 43 |  |  |  | 113   | 6º   |

| 2024 | Scuderia                | Vettura              |  |   |     |  |  |  |  |     |     |  |     |  |  |  |  |  | Punti | Pos. |
| ---- | ----------------------- | -------------------- |  | - | --- |  |  |  |  | --- | --- |  | --- |  |  |  |  |  | ----- | ---- |
| 2024 | Hyundai Shell Mobis WRT | Hyundai i20 N Rally1 |  | 1 | 123 |  |  |  |  | Rit | 433 |  | Rit |  |  |  |  |  | 33    | 12º  |

| Legenda | 1º posto | 2º posto | 3º posto | A punti | Senza punti | Ritirato | Squalificato | NP=Non partito C=Gara cancellata | Apice=Power stage |

### Risultati nel S-WRC
| 2012 | Scuderia   | Vettura           |  |  |  |  |  |  |  |   |  |  |  |  |  |  |  |  | Punti | Pos. |
| ---- | ---------- | ----------------- |  |  |  |  |  |  |  | - |  |  |  |  |  |  |  |  | ----- | ---- |
| 2012 | Printsport | Ford Fiesta S2000 |  |  |  |  |  |  |  | 5 |  |  |  |  |  |  |  |  | 10    | 12º  |

| Legenda | 1º posto | 2º posto | 3º posto | A punti | Senza punti | Ritirato | Squalificato | NP=Non partito C=Gara cancellata | Apice=Power stage |

### Risultati nel WRC-2
| 2013 | Scuderia                  | Vettura           |     |  |  |   |  |  |  |    |  |  |  |  |  |  |  |  | Punti | Pos. |
| ---- | ------------------------- | ----------------- | --- |  |  | - |  |  |  | -- |  |  |  |  |  |  |  |  | ----- | ---- |
| 2013 | Škoda Motorsport BRR Team | Škoda Fabia S2000 | Rit |  |  | 1 |  |  |  | 11 |  |  |  |  |  |  |  |  | 25    | 16º  |

| 2015 | Scuderia         | Vettura        |  |  |  |  |   |   |   |   |    |  |   |     |  |  |  |  | Punti | Pos. |
| ---- | ---------------- | -------------- |  |  |  |  | - | - | - | - | -- |  | - | --- |  |  |  |  | ----- | ---- |
| 2015 | Škoda Motorsport | Škoda Fabia R5 |  |  |  |  | 2 | 9 | 1 | 1 | 13 |  | 2 | Rit |  |  |  |  | 88    | 3º   |

| 2016 | Scuderia         | Vettura        |  |   |  |  |  |   |   |   |   |  |  |   |   |  |  |  | Punti | Pos. |
| ---- | ---------------- | -------------- |  | - |  |  |  | - | - | - | - |  |  | - | - |  |  |  | ----- | ---- |
| 2016 | Škoda Motorsport | Škoda Fabia R5 |  | 3 |  |  |  | 9 | 3 | 1 | 1 |  |  | 1 | 1 |  |  |  | 130   | 1º   |

| Legenda | 1º posto | 2º posto | 3º posto | A punti | Senza punti | Ritirato | Squalificato | NP=Non partito C=Gara cancellata | Apice=Power stage |